# Rilievi della colonna Traiana

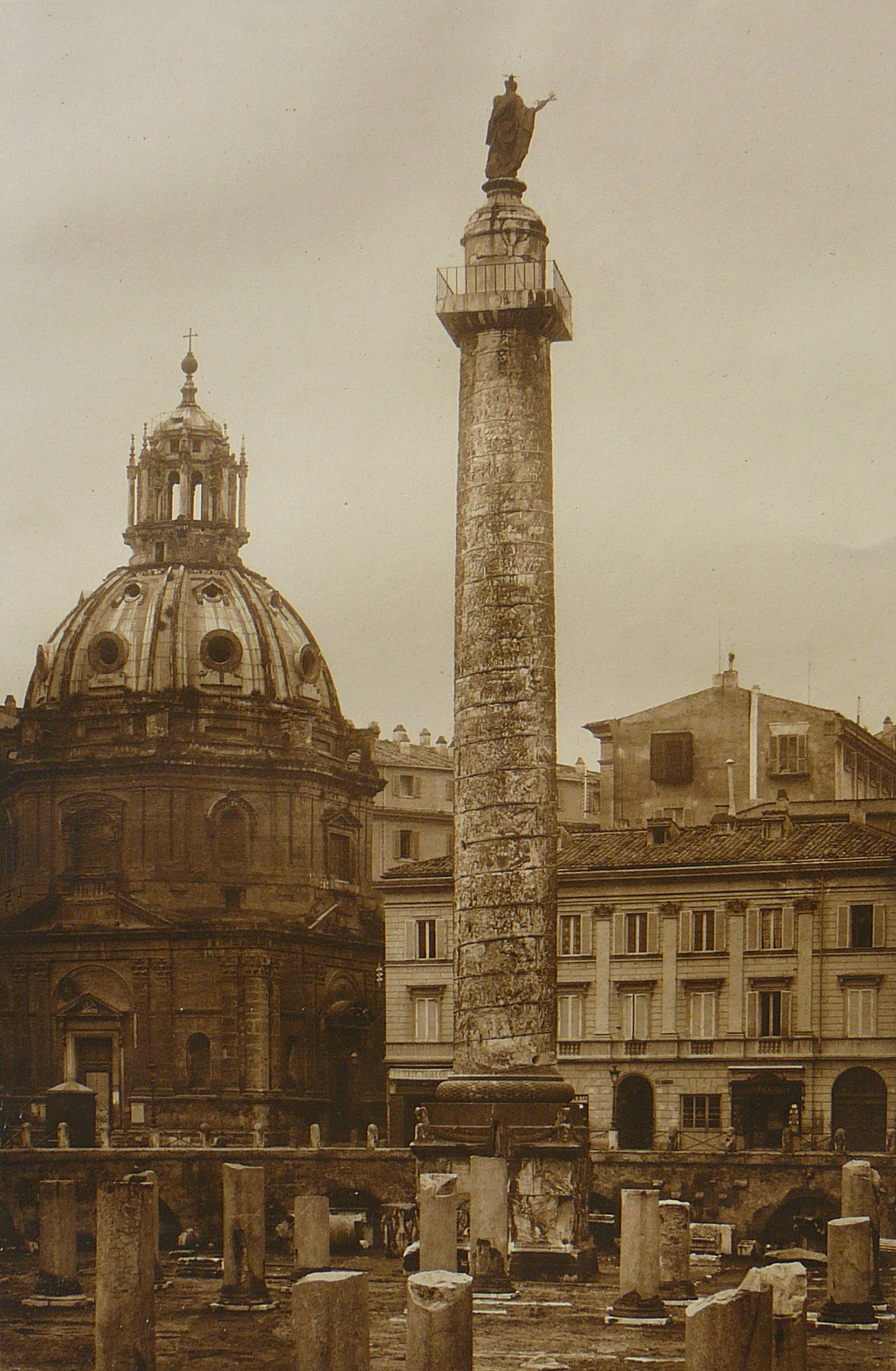
Tavola 1 in Cichorius, op. cit.

I rilievi della Colonna traiana sono un fregio che si sviluppa, senza soluzione di continuità, intorno al fusto elicoidale della Colonna traiana a Roma. I rilievi raffigurano la conquista romana della Dacia, voluta e guidata dall'imperatore Traiano.

## Avvertenze
Questo articolo segue la numerazione delle scene presentata nell'opera di Cichorius, ma esistono altre proposte di segmentazione tra le varie scene.
Nelle tabelle sottostanti, le 61 rappresentazioni di Traiano sono numerate in ordine progressivo, con cifre in grassetto e tra parentesi.

## Prime campagne militari del 101 e 102

### Campagna del 101
| Numerazione di Cichorius | Descrizione scena | Rilievo scultoreo |
| ------------------------ | --- | ----------------- |
| 2-3                      | La base della colonna, recante i trofei dei vinti, con la porta che conduce alla camera mortuaria dell'imperatore e l'epigrafe dedicatoria: SENATUS POPOLUSQUE ROMANUS IMPERATORI CAESARI DIVI NERVAE FILIO NERVAE TRAIANO AUGUSTO GERMANICO DACICO PONTIFICI MAXIMO TRIBUNICIA POTESTAS XVIII IMP VI COS VI PP AD DECLARANDUM QUANTAE ALTITUDINIS MONS ET LOCUS TANTIS OPERIBUS SIT EGESTUS |                   |
| 4                        | Fortificazioni romane lungo il Danubio, tra cui alcune torri di avvistamento, cataste di legname e covoni di fieno. |                   |
| 5                        | L'esercito romano si appresta a oltrepassare il Danubio allestendo alcune barche. Nell'immagine di sinistra sono visibili alcune torri di avvistamento, presidiate da soldati ausiliari; dalle balaustre sporgono alcune fiaccole di segnalazione; in quella di destra è visibile un forte, anch'esso ausiliario. |                   |
| 6                        | Ancora barche sul grande fiume, cariche di approvvigionamenti per le armate romane in partenza per la prima campagna del 101. Sulla destra dell'immagine si intravede il fiume Danubio divinizzato, rappresentato - come di norma nell'antichità per le divinità fluviali - come un anziano di proporzioni eroiche dalla barba fluente. Sullo sfondo una città, probabilmente una fortezza legionaria: Viminacium o forse Singidunum. |                   |
| 7                        | L'esercito romano attraversa il Danubio su due differenti ponti di barche, a simboleggiare una penetrazione in territorio nemico, verso Tapae, lungo almeno due colonne di marcia (da Viminacium/Lederata e Singidunum). Sono rappresentati legionari in lorica segmentata, due legati legionis alla testa delle due colonne, oltre a numerosi signiferi. |                   |
| 8                        | L'esercito romano approda alla riva opposta del grande fiume, dove si riconoscono alcuni cavalieri appiedati, nei quali si è ritenuto di riconoscere degli equites singulares, ovvero la guardia a cavallo dell'imperatore, oltre ad alcuni soldati muniti di lance, identificati da Filippo Coarelli nella guardia pretoriana. In testa alla colonna di marcia lo stesso imperatore Traiano (1), che qui è rappresentato per la prima volta. |                   |
| 9                        | Su una tribuna in muratura appare seduto l'imperatore Traiano (2), affiancato da due ufficiali, tra i quali sarebbe da identificare Lucio Licinio Sura a sinistra. Un gruppo di littori sullo sfondo fa da cornice al primo consiglio di guerra dopo l'attraversamento del Danubio. Proseguendo nella scena successiva, alcuni cavalieri ausiliari e dei signiferi muovono verso un vicino accampamento militare. |                   |
| 10                       | All'interno dell'accampamento romano (dove sono riconoscibili le tende dei soldati e le insegne militari, oltre all'aquila legionaria), nel Praetorium, l'imperatore (3) liba da una patera su un altare, circondato da sacerdoti. Al di là delle mura, alcuni tubicines (trombettieri) accompagnano la processione dei Suovetaurilia, con gli animali del sacrificio (un toro, una scrofa ed un montone) per purificare l'accampamento e l'esercito (lustratio). Ancora più a destra troviamo l'imperatore (4) che dall'alto di una tribuna osserva, in basso, un fatto curioso che sembra beneaugurante: un personaggio munito di clava (nella mano destra) cade a terra dal dorso di un mulo. Si tratterebbe, secondo una più approfondita interpretazione, di un disertore, il quale non riuscendo nel suo intento di uccidere Traiano (su istigazione dello stesso Decebalo), cadde rovinosamente durante la fuga. |                   |
| 11                       | Dall'alto di una tribuna Traiano (5), accompagnato da due alti ufficiali del suo stato maggiore (tra cui Lucio Licinio Sura), parla alle truppe (adlocutio), rappresentate da legionari in lorica segmentata, ausiliari con corazza in cuoio e scudo ovale e signiferi in prima linea. Nella parte destra della scena numerosi legionari iniziano a costruire tutta una serie di opere di fortificazione e di approvvigionamento, atte a migliorare le comunicazioni in territorio dacico (nell'odierno Banato), man mano che l'avanzata prosegue. Sono infatti rappresentati soldati che trasportano tronchi, pietre e scavano fossati antistanti le mura degli accampamenti, mentre alcuni ausiliari sono di guardia. |                   |
| 12                       | Ancora soldati al lavoro in opere di costruzione di fortificazioni, terrapieni, fossati e un ponte (sulla sinistra), mentre Traiano (6), affiancato dai due soliti collaboratori, ispeziona l'avanzamento dei lavori. Alcuni soldati vigilano su un accampamento di forma circolare (ripreso anche nell'immagine successiva), altri trasportano tronchi (in alto). |                   |
| 13                       | Mentre alcuni soldati vigilano su un accampamento di forma circolare (ripreso anche nell'immagine precedente), altri ancora attingono a dell'acqua in prossimità di un ponte, altri abbattono numerosi alberi in una vicina foresta (in alto e a destra dell'immagine) per costruirvi una nuova strada. Dall'alto di un colle Traiano (7), affiancato da un collaboratore, sembra mostrare la direzione verso la quale i soldati stanno costruendo una via di penetrazione che li conduca nel "cuore" del regno di Decebalo. |                   |
| 14                       | Ancora Traiano sulla sinistra dell'immagine (8), assistito da alcuni soldati ausiliari, controlla scrupolosamente l'avanzamento dei lavori. Viene eretta una palizzata di legno da parte di alcuni legionari, all'interno della quale si vedono dei covoni di paglia e fieno per l'approvvigionamento della cavalleria. Ancora sulla destra dell'immagine appare l'imperatore (9), accompagnato dai due soliti collaboratori, mentre assiste alla scena in cui alcuni exploratores conducono un prigioniero dace al suo cospetto per essere interrogato (vedi immagine successiva). |                   |
| 15                       | Alcuni exploratores conducono un prigioniero dace al cospetto dell'imperatore per l'interrogatorio (vedi scena precedente). Dall'alto di un accampamento fortificato Traiano (10), affiancato dai due soliti collaboratori, ispeziona lo status dei lavori sottostante, dove numerosi legionari stanno costruendo un nuovo ponte fisso su un fiume, mentre altri legionari sono intenti a scavare un profondo fossato con ceste. |                   |
| 16                       | Sullo sfondo un accampamento, in primo piano un reparto di cavalleria ausiliaria pronto a mettersi in marcia e ad attraversare un ponte, in vista dell'imminente primo scontro con le schiere dei Daci. |                   |
| 17                       | Le legioni romane si muovono verso il nemico, precedute dalle insegne e seguita da cavalieri ausiliari. Davanti a loro altri legionari stanno abbattendo numerosi alberi di una foresta per costruirvi una strada, aprendo così la via alle armate romane. |                   |
| 18                       | Le legioni romane avanzano grazie al lavoro prezioso del genio militare. Sullo sfondo appare Traiano (11), dall'alto di un accampamento, al quale vengono portate delle teste mozzate di Daci. Frattanto un gruppo di cavalieri ausiliari avanza al galoppo e si lancia nella mischia dell'imminente battaglia. Si tratta probabilmente della battaglia di Tapae, secondo Filippo Coarelli. |                   |
| 19                       | Prosegue la scena della battaglia di Tapae. Un ausiliario romano-barbaro a torso nudo, armato di clava, attacca i Daci da una postazione più elevata. Ai suoi piedi alcuni caduti, mentre altri daci si difendono dalla furia romana. Un altro ausiliario si batte tenendo tra i denti i capelli di una testa mozzata di dace. Al di sopra delle due schiere si erge la figura di Giove Tonante, rappresentato come un mezzo busto che fulmina i Daci. Nella parte destra del rilievo si scorgono le insegne daciche a forma di drago (vexillifer introdotto poco dopo tra file dell'esercito romano), i corpi dei feriti e dei caduti, oltre al volto di Decebalo nascosto nella vicina foresta. |                   |
| 20                       | In alto sulla sinistra è Traiano (12), seguito da due collaboratori. L'imperatore ha in mano una lancia con la punta rivolta verso il basso nel significato di presa di possesso dei territori conquistati dopo la vittoria di Tapae. Vi sarebbe un chiaro atteggiamento da feziale. Poco più a destra, in basso, due soldati romani appiccano il fuoco a edifici di legno daci, mentre i nemici si allontanano. In alto una città sulle cui mura sono esposte aste con infissi dei teschi, probabilmente di soldati romani delle precedenti campagne daciche di Domiziano. Ancora più a destra, legionari romani attraversano prima una foresta e poi un fiume. Un legionario in alto si è denudato e solleva sopra la testa lo scudo ed il suo equipaggiamento, nell'atto di attraversare un fiume, per non bagnare la sua attrezzatura. Ci sono poi un tubicen ed un signifer.                                       |                   |
| 21                       | Ancora Traiano (13), dall'alto di un pulpito, arringa le truppe sotto di lui (compresi alcuni soldati barbari alleati), ed impugna una lancia a doppia punta (sempre forse in atteggiamento da feziale). Da destra alcuni ambasciatori daci, tre dei quali a cavallo, si avvicinano all'imperatore. Ancora più a destra una fortificazione romana, all'interno della quale vigilano due sentinelle. Ancora Traiano (14), di fronte all'accampamento romano, riceve l'ambasceria dei Daci (la stessa della scena precedente). |                   |
| 22                       | Nella porzione inferiore, le truppe romane hanno raggiunto un nascondiglio di esuli daci. Alcuni cercano di opporre resistenza, altri fuggono; si distingue anche una grotta ove era i daci avevano condotto i loro armenti, per poi ucciderli pur di non farli cadere in mano nemica. Nella parte superiore, invece, la cavalleria romana appicca il fuoco a un villaggio nemico ove si sono rifugiati donne, bambini e anziani dei daci. Traiano (15) pare assicurare loro la sua protezione e addita una barca a una donna dace di alto rango, con bambino in braccio. |                   |

### Inverno 101/102
| Numerazione di Cichorius | Descrizione scena | Rilievo scultoreo |
| ------------------------ | --- | ----------------- |
| 23                       | Questa scena mostra l'attacco portato dai Daci e dai loro alleati Roxolani, nell'inverno del 101/102, alle fortificazioni romane della provincia di Mesia inferiore. In basso cavalieri Daci sembrano trovare grosse difficoltà nell'attraversare il Danubio. In alto sulla destra, un gruppo di cavalieri catafratti roxolani sta caricando verso una fortezza romana (vedi scena successiva, qui sotto), identificabile con Oescus sul Danubio. |                   |
| 24                       | L'esercito romano è assediato dalle truppe dei Daci di Decebalo in una fortezza lungo il limes moesicus (forse Oescus o Ratiaria). Apparentemente le uniformi dei soldati romani sembrano più che altro appartenere agli auxilia piuttosto che alle legioni romane. Ciò potrebbe semplicemente significare che un intero tratto di limes danubiano fu posto sotto assedio da parte delle armate daciche. Ai piedi della fortezza, sulla destra, sembra riconoscersi un disertore romano, ricordato anche nelle fonti letterarie. |                   |
| 25                       | Un grande pino sulla sinistra indica la netta divisione tra la scena precedente e quella attuale. Ciò sembra significare una contemporaneità di azioni in due luoghi distinti tra loro. Qui la Classis Moesica, in Mesia superiore, sta caricando provviste e armati pronti a salpare per prestare soccorso alle truppe assediate della vicina provincia romana di Mesia inferiore. Sullo sfondo una città con un anfiteatro (non molto comune in questa zona danubiana), che giace lungo le sponde del Danubio e che potrebbe essere identificata con il quartier generale di Traiano, Viminacium. Di fronte alla città si trova il porto fluviale con due imbarcazioni ormeggiate che caricano provviste per l'imminente campagna militare. Sulla destra l'imperatore Traiano (16) vigila sull'imbarco delle truppe, insieme a numerosi collaboratori e portatori di insegne militari. Poco oltre a destra di Traiano un arco trionfale sormontato da una quadriga e più in alto un altro arco. |                   |
| 26                       | Altre due navi da carico trasportano soprattutto cavalli e vettovaglie. Accanto a loro più a destra altre due navi a remi (liburnae), cariche di truppe e rematori per soccorrere la provincia invasa da Decebalo, più ad oriente. Coarelli ipotizza che l'imbarcazione più in basso rappresenti l'ammiraglia della flottiglia, pilotata dall'imperatore stesso (17). Ancora più a destra le truppe sbarcano in Mesia inferiore di fronte ad una fortezza romana sotto l'occhio vigile di Traiano (18). |                   |
| 27                       | Le armate romane si incamminano verso i luoghi dello scontro, lungo il limes moesicus. Traiano a cavallo (19) precede alcuni contingenti di truppe ausiliarie, in alto degli uomini barbuti forse appartenenti a popolazioni germaniche alleate, in basso reparti di cavalleria, in una zona boscosa. Davanti a loro due exploratores sembrano aver individuato l'esercito nemico. |                   |
| 28                       | La cavalleria ausiliaria romana si lancia all'inseguimento dei cavalieri catafratti roxolani, infliggendo loro perdite. Lo scontro potrebbe essere avvenuto presso la futura città di Nicopolis ad Istrum, fondata successivamente da Traiano per ricordare la vittoria. Sono rappresentati alcuni cavalieri sarmati in fuga, uno dei quali a giace sul terreno morto, un altro ferito a cavallo, prossimo a crollare a terra, e infine un terzo, che voltandosi lancia una freccia all'indirizzo della cavalleria romana alla carica. |                   |
| 29                       | Dall'albero sulla sinistra si apre una scena di battaglia notturna. Lo si deduce dalla personificazione della Notte (subito alla destra dell'albero), rappresentata come una divinità femminile che si copre il capo. In basso sulla sinistra alleati germani, seminudi e armati di mazze, insieme a un corpo di ausiliari attaccano l'esercito dei Daci, facendone strage. Più a destra ancora, reparti ausiliari romani circondano il nemico con grande impeto anche da una seconda parte. In alto su una collina si intravedono i carriaggi dei Daci, contenenti forse il bottino catturano nel corso dell'invasione della provincia di Mesia inferiore. In basso un dace ferito cerca di estrarre una freccia dal petto. La scena è racchiusa da un altro albero. |                   |
| 30                       | L'imperatore (20), al centro della nuova scena, in alto su una tribuna fra tre suoi luogotenenti, all'interno di un accampamento romano in costruzione, riceve tre notabili daci che si arrendono. Più a sinistra in basso una lunga fila di vecchi, donne e bambini con le mani tese verso terra in segno di resa e di richiesta di aiuto. A destra dell'imperatore, in alto numerosi legionari marciano verso un nuovo scontro con il nemico, preceduti da portatori di insegne e da trombettieri; in basso alcuni ausiliari legano prigionieri daci, mentre ancora più a destra un legionario (e un ausiliario nella scena successiva) riceve le cure dei medici dell'esercito. |                   |
| 31                       | Sulla sinistra un ausiliario viene curato ad una gamba da un addetto medico. Alle loro spalle alcuni legionari, preceduti da portatori di insegne e da trombettieri. Al centro della scena in basso, Traiano (21), seguito da un suo luogotenente (che il Coarelli identifica con Lucio Licinio Sura), riceve un prigioniero dace, scortato da un ausiliario, forse per essere interrogato. In alto due carri, ciascuno trainato da una coppia di muli, portano una balista. Sulla destra si vede uno scontro tra Daci (in alto) e legionari e ausiliari romani (in basso). |                   |
| 32                       | I legionari e ausiliari romani sembrano aver circondato i guerrieri daci da tutti i lati. Al centro della scena viene rappresentata la fuga dei Daci, ormai sconfitti. Nella parte in basso a destra della tavola sono evidenziati cadaveri e feriti daci. In alto si notano tre cavalieri romani che rincorrono altri guerrieri daci in fuga verso la vicina foresta, dove cercano una via di scampo. Sempre il Coarelli evidenzia che in nessuna scena sono presenti morti romani. |                   |
| 33                       | A centro della scena, Traiano (22), che dall'alto compie un'adlocutio alle truppe riunite. Ai suoi fianchi due alti ufficiali (quello di destra sembra essere Lucio Licinio Sura). Sul lato sinistro sono schierati reparti di cavalleria; in basso dei fanti ausiliari insieme a truppe alleate barbare; a destra invece legionari, pretoriani e signiferi. Nell'immagine di destra è rappresentato un accampamento romano, al cui interno sono presenti dei prigionieri daci. |                   |
| 34                       | Nella parte sinistra della scena, Traiano (23), seduto su una sedia, ai cui lati sono presenti tre alti ufficiali dell'esercito romano, distribuisce donativa alle truppe ausiliarie. Un soldato ausiliario ringrazia l'imperatore facendo gesto di baciargli la mano, mentre un altro porta con sé un sacco sulla spalla. In basso a sinistra, due soldati si abbracciano e baciano, altri levano le mani verso l'imperatore in segno di saluto. Nella scena a destra alcune donne dace (vedove di guerra?) stanno torturando con fiaccole tre uomini nudi (molto probabilmente dei prigionieri romani). In basso una torre. Ancora più a destra si intravede la poppa di una nave romana, oltre ad ausiliari romani e alcuni daci che sembrano prostrarsi (vedi scena successiva). |                   |

### Campagna del 102
| Numerazione di Cichorius | Descrizione scena | Rilievo scultoreo |
| ------------------------ | --- | ----------------- |
| 35                       | La scena appare nella parte sinistra con l'imbarco di Traiano (24) su una nave da guerra, dal porto di una città fortificata (alle sue spalle), dove alcuni Daci gli rendono omaggio (vedi scena precedente). A fianco alcuni soldati romani stanno caricando grandi pacchi su una nave da carico; sulla poppa della nave si trovano due insegne romane. Ancora una volta la nuova campagna militare (della primavera del 102) si apre con le truppe che sfilano su un ponte di barche. Al comando troviamo un legatus Augusti pro praetore, dietro di lui alcuni signiferi e due insegne legionarie: un'aquila ed un ariete (?). Il passaggio del Danubio (di questo primo esercito romano, in quanto si ritiene ve ne sia un secondo che abbia attraversato il fiume in un'altra località) sembra possa essere avvenuto tra Oescus e Novae. |                   |
| 36                       | L'esercito romano avanza: nella parte inferiore un gruppo di cavalieri; poi al di sopra di un muro, la fanteria legionaria; al di sopra di una staccionata, i carriaggi, chiusi al di sopra da un altro muro. Sulla destra una torre circolare. Ancora più a destra l'imperatore Traiano (25), affiancato da due alti ufficiali, dall'alto di un castrum fortificato, sembra ricevere l'armata romana che procede salendo la collina lungo una strada protetta da un parapetto in legno. |                   |
| 37                       | Tutta a sinistra una montagna scoscesa, con una porta nella parte inferiore. Segue la rappresentazione di Traiano (26), seguito da un gruppo di soldati recanti due insegne, che si incontra con altri soldati anch'essi con un paio di insegne davanti ad un accampamento fortificato. Secondo il Coarelli si tratterebbe dell'arrivo dell'imperatore in Dacia con i rinforzi. Alle loro spalle un albero rappresenta una foresta presa d'assalto dalle truppe romane, che provvedono a tagliare alberi e trasportare terra (in basso), mentre ancora Traiano (27), sulla destra, incontra dei messaggeri daci (scena successiva). In alto, nascosto dagli alberi, un edificio in muratura. |                   |
| 38                       | Sulla sinistra due messaggeri daci incontrano l'imperatore, in basso due soldati trasportano della terra in ceste, in alto altri soldati tagliano alberi e trasportano legna. Al centro un accampamento, con sulla sinistra Traiano (28), davanti a un altare e ad un gruppo di signiferi, sta celebrando, a capo velato, la funzione religiosa dei Suovetaurilia. In basso scorre la processione dove si osservano un toro, un montone ed un maiale. In testa alla processione, alcuni suonatori di tubicen. |                   |
| 39                       | In alto e al centro della nuova scena, Traiano (29) pronuncia un'adlocutio alle truppe riunite. Alle spalle un alto ufficiale che lo affianca, di fronte alcuni signiferi, in basso le truppe riunite (in primo piano gli ausiliari). Sulla destra alcuni legionari avanzano in salita, mentre davanti a loro altri legionari stanno abbattendo nuovi alberi dopo aver deposto scudi e elmi, per permettere all'armata romana di avanzare in mezzo alle foreste della Dacia. |                   |
| 40                       | Mentre alcuni soldati abbattono alberi, altri raccolgono terra e la spostano per formare una strada che permetta alle truppe di passare. Sullo sfondo un accampamento fortificato (mura esterne e tende interne). In primo piano due teste di Daci poste sulle picche. A destra due cavalieri ausiliari che avanzano alla testa della colonna militare romana. In alto un ausiliario sta appiccando il fuoco ad un forte in legno, presumibilmente dei Daci. |                   |
| 41                       | La scena mostra Traiano (30) che avanza a cavallo su un ponte in legno, seguito da alcuni cavalieri (Equites singulares). In alto una fortezza dacica, in cima ad una montagna (forse parte delle fortezze dacie dei monti Orăștie). In basso sulla sinistra, tre ausiliari assistono all'avanzata dell'imperatore. Dall'alto dei monti un gruppo di Daci, uno dei quali tiene tra le mani un'insegna, assiste impotente all'avanzata romana (posizione identificabile con la capitale dacica, Sarmizegetusa Regia). Sotto a destra, due ausiliari danno alle fiamme altre fortificazioni daciche. |                   |
| 42                       | Numerosi legionari sono indaffarati a costruire un nuovo accampamento quadrangolare, alcuni ponendo mattoni lungo le mura, altri scavano intorno un fossato (potrebbe trattarsi della futura Ulpia Traiana Sarmizegetusa). In alto tre legionari sembrano sorvegliare l'operato dei loro commilitoni. Al centro della scena troviamo Traiano (31) che, affiancato da quattro comites-alti ufficiali (tra cui Licinio Sura), si trova davanti all'accampamento a ricevere un'ambasceria di un nobile dace (riconoscibile per il tipico copricapo, pileo). Il dace getta ai piedi dell'imperatore lo scudo e si inginocchia. Questo episodio è raccontato da Cassio Dione Cocceiano. Egli aggiunge che, in seguito all'incontro, il capo dello stato maggiore dell'imperatore, Licinio Sura, fu inviato insieme al prefetto del pretorio, Tiberio Claudio Liviano, per discutere i termini del possibile trattato di pace. Alle spalle del nobile dace: un alto ufficiale romano, alcuni suonatori di corno (cornicines), alcuni signiferi, un portatore dell'aquila legionaria e più sopra alcuni soldati. In basso sulla destra, un carro che trasporta alcune botti. |                   |
| 43                       | Sulla sinistra carri che trasportano botti, trainati da coppie di buoi e muli e sotto scorta di legionari, viaggiano verso un accampamento romano. Le mura esterne sono sorvegliate da alcuni legionari. Al centro si trova una grande tenda. In alto tre edifici circolari (probabilmente dei Daci) tra gli alberi di una foresta sembrano essere presi d'assalto da reparti di legionari. Nella parte a destra in basso, alcuni ausiliari romani. |                   |
| 44                       | In alto a sinistra, altri due edifici (il primo come gli altri precedenti tre, circolari; il quinto è invece quadrato e di maggiori dimensioni, forse Sarmizegetusa Regia) posti tra le montagne e le foreste della Dacia, presi d'assalto dai legionari romani. In basso intanto continua l'avanzata romana delle truppe ausiliarie. Al centro Traiano (32), sopra a una collinetta, sembra parlare con due collaboratori. Davanti all'imperatore, tutto sulla destra, sette cavalieri ausiliari mauretani (privi di sella e briglie, con un abbigliamento tipico di questa popolazione) si lanciano alla carica. |                   |
| 45                       | La carica della cavalleria maura si abbatte sull'esercito dei Daci che appare in ritirata, tanto da rifugiarsi nella vicina foresta. Alcuni cadono e vengono calpestati dalla furia dell'attacco dei mauretani, guidati da Lusio Quieto. |                   |
| 46                       | Numerosi legionari romani stanno costruendo un nuovo accampamento fortificato tra le colline della Transilvania, nel cuore del regno di Decebalo. Sulla sinistra sono protetti da un gruppo di ausiliari. Sulla destra in basso una carrobalista viene trascinata da una coppia di muli; in alto l'imperatore Traiano (33), assistito da alti ufficiali (comites) del suo stato maggiore, riceve due nobili daci (uno nella scena successiva, 47) pileati, il primo dei quali bacia le mani a Traiano. In basso, ai piedi dell'imperatore, un soldato assiste al trasporto di una carrobalista, posta su un carro condotto da due muli. |                   |
| 47                       | In alto a sinistra, alcune baliste (macchine da lancio) poste in cima a delle mura di un accampamento romano. Sotto numerosi legionari schierati tra una serie di cataste di travi in legno, tra le quali una serie dei ballistarii intenti a caricare una balista. La scena successiva mostra una serie di ausiliari, tra cui frombolieri (in primo piano, funditores) e arcieri orientali (in alto, nascosti nella foresta), che danno vita ad una nuova battaglia contro le truppe daciche (che sembrano fuoriuscire da un bosco). |                   |
| 48                       | Infuria la battaglia. In alto, posti su alcune fortificazioni in legno, un paio di Daci sono intenti a manovrare una balista, probabilmente sottratta ai Romani in un precedente scontro. Sotto, le truppe dei Daci avanzano nella fitta foresta pronte a dar battaglia. Alcuni daci abbattono alberi, pronti a costruire nuove fortificazioni. In alto un grande edificio in muratura che il Coarelli identifica con la capitale dacica, Sarmizegetusa Regia, che sorgeva sulle Alpi Transilvaniche. |                   |
| 49                       | Numerosi legionari romani sono intenti a costruire un nuovo accampamento fortificato. Sulla destra in alto, Traiano (34) assistito da quattro alti ufficiali (comites), riceve un nobile dace con le mani legate scortato da due ausiliari; sullo sfondo, un paesaggio boscoso. Ai piedi dell'imperatore numerosi ausiliari schierati a protezione dello stesso. Sulla destra della scena, ancora legionari romani intenti ad abbattere alberi, forse per creare una nuova strada che permetta l'avanzata in territorio nemico. In altro alcuni ausiliari romani avanzano. |                   |
| 50                       | Nuova scena di battaglia tra truppe ausiliarie romane e daciche. Tra gli ausiliari romani si riconoscono ancora reparti di sagittarii orientali (forse Palmireni, con la tipica tiara) e truppe germaniche (con scudi, asce e a petto nudo). I Daci provano a resistere all'impeto romano, ma si vede che alcuni ripiegano verso le retrostanti fortificazioni (sulla destra), altri giacciono caduti a terra (in basso). |                   |
| 51                       | I legionari romano attaccano le fortificazioni daciche in formazione a testuggine. Sembra si tratti di una delle fortezze poste dai Daci a protezione di Sarmizegetusa Regia, descritte da Cassio Dione Cocceiano nella sua Storia romana. Sulla destra in alto, Traiano (35) assiste alla battaglia in pieno svolgimento, in compagnia di due suoi collaboratori, protetto alle spalle da un gruppo di cinque ausiliari. Due ausiliari giungono al cospetto dell'imperatore, portando e mostrando due teste mozzate di importanti capi dei Daci. Tutto sulla destra un gruppo di legionari schierati, pronti ad intervenire nella successiva battaglia. |                   |
| 52                       | In basso, infuria la battaglia. In alto, truppe daciche assistono dall'alto delle loro fortezze, poste sui molti delle Alpi Transilvaniche. Sulla destra i Romani, con alle spalle la fanteria legionaria; davanti a loro le truppe ausiliarie di frombolieri e truppe germaniche. Molti soldati daci vengono sopraffatti dall'avanzata romana e giacciono a terra, mentre provano a resistere. Tutto sulla destra ancora Traiano (36), all'interno di un accampamento in muratura ed affiancato da tre altri ufficiali, arringa le truppe (adlocutio). |                   |
| 53                       | Le truppe legionarie sono arringate dall'imperatore (vedi scena precedente), mentre attorno all'accampamento altri legionari lavorano alla costruzione dell'accampamento, sistemando il terreno circostante e abbattendo alberi. Alcuni soldati romani sembrano attingere acqua ad un fiume per abbeverarsi, altri due sembrano postare sulle spalle alcuni contenitori. In alto una fortezza romana circolare ed altre fortificazioni, che le truppe romane circondano, e attorno alle quali sembrano trasportare tutta una serie di beni (forse sottratti ai Daci). |                   |
| 54                       | Le legioni al completo sono schierate attorno a Traiano (37), seduto sulla sua sella curule, che, dall'alto di un podio in muratura, riceve alcuni ambasciatori dei Daci che chiedono la pace, inginocchiandosi ai suoi piedi. Alle spalle dell'imperatore, numerose insegne militari romane e lo stato maggiore imperiale. Sfilano sulla destra numerosi prigionieri daci, con le mani legate dietro la schiena. Alle loro spalle numerosi nobili daci in ginocchio, con le mani protese in segno di clemenza (clementia) e sottomissione (submissio) nei confronti dell'imperatore romano. In altro al capitale dei Daci, Sarmizegetusa Regia posta sotto assedio dalle macchine romane. |                   |
| 55                       | Numerosi guerrieri e nobili daci, deposte le armi, sono inginocchiati in segno di sottomissione. Alle loro spalle numerosi stendardi ed insegne militari (tra cui due dracones). Sulla destra lo stesso Decebalo tende le mani in segno di resa; alle sue spalle alcuni guerrieri daci intenti a smantellare le mura, sulla base delle condizioni di resa poste dai Romani. |                   |
| 56                       | Sullo sfondo appare una città, probabilmente Sarmizegetusa Regia. Se da un lato due daci (vedi scena precedente) stanno demolendo le sue mura, sulla destra numerose donne e bambini, oltre ad uomini con animali domestici (capre, pecore e buoi), sembrano migrare verso nuove località, abbandonando parte dei loro antichi territori: inizia l'occupazione romana di parte della Dacia. Sulla destra Traiano (38), pronto a partire e dall'alto di un podio, arringa per l'ultima volta le truppe (adlocutio), le quali sembrano acclamarlo imperator, quando lo stesso venne ricevette il titolo vittorioso di Dacicus. |                   |
| 57                       | La fine della prima guerra dacica è rappresentata da due trofei di guerra, ossia da un cumulo di armi tolte al nemico; al di sopra delle armi si scorge il palo sul quale è ricostruita un'intera armatura dace. Si riconoscono le corazze loricate, i totem a testa di lupo e gli elmi ogivali, tutti tipici dei Daci. Una Vittoria alata è intenta a scrivere su uno scudo: tale personificazione rappresenta la fine della prima campagna di guerra. Questa immagine venne rappresentata anche sulle monete dell'epoca. Dopo questa immagine c'è uno stacco temporale: la successiva riprende a narrare dall'inizio della seconda guerra dacica. |                   |

## Seconde campagne militari del 105 e 106

### Campagna del 105
| Numerazione di Cichorius | Descrizione scena | Rilievo scultoreo |
| ------------------------ | --- | ----------------- |
| 58                       | Questa è la prima scena della seconda guerra dacica. La flotta romana deve recarsi al fronte (105 d.C.) ed è in partenza da un porto adriatico in Italia, variamente identificato: - da alcuni autori con Brindisi, l'ipotesi più valida dal punto di vista stradale, per il fatto che la via Appia conduce in quel porto; - da altri con Ancona, l'ipotesi più valida dal punto di vista iconografico, dato che sia la collina sia tutti gli edifici raffigurati nella scena sono presenti solo in questa città; - da altri, infine, con Classe, il porto di Ravenna, sede della classis praetoria Ravennatis, l'ipotesi più razionale da un punto di vista strategico. Le navi militari presenti, con le vele ammainate, sono triremi e biremi; in esse, a poppa, si riconoscono le cabine dei capivoga e i timonieri (il timone delle navi romane era un remo più largo del normale), mentre a prua si osservano i rostri e le decorazioni (occhi apotropaici, tritoni e ippocampi). Due cittadini muniti di fiaccole si affacciano dalla città alta verso il porto: ciò suggerisce l'idea della notte e vuole trasmettere l'ansia per la presenza dell'esercito in procinto di intraprendere una guerra difficile. Le onde increspate all'interno del porto suggeriscono la presenza di un vento forte. Sulle navi, i rematori, pronti a partire, ascoltano le parole dell'imperatore (39) che, posto su una nave situata in posizione centrale e illuminato da una lanterna pendente dall'aplustre, incita i suoi uomini a partire nonostante il vento forte e la notte. Sulla nave sono già stati imbarcati il labaro e le insegne, ben visibili a poppa. Nella parte sinistra dell'immagine si scorgono gli elementi utili ad identificare il porto: - un tempio posto sulla sommità di una collina; davanti ad esso è visibile la statua della divinità posta all'esterno, e non dentro alla cella, per permetterne l'identificazione con Venere; - una strada a tornanti che collega il tempio al porto sottostante; - un altro tempio, posto sulla riva del mare e ai piedi della collina; - un molo alla cui estremità sorge un arco trionfale; sull'attico dell'arco svettano tre statue identificabili con Mercurio, Nettuno e Portuno; - un colonnato a metà del pendio della collina; - un edificio ad archi situato nei pressi del porto. Tutti questi elementi ricondurrebbero ad Ancona, che Traiano aveva ampliato proprio allo scopo di facilitare i contatti tra Italia ed Oriente. Solo in questo caso sarebbe infatti possibile identificare tutti gli elementi presenti: il tempio posto sulla cima della collina è il tempio di Venere, noto attraverso Catullo e Giovenale, i cui resti sono visibili al di sotto dell'attuale duomo; il tempio colpito dalle onde è il tempio di Diomede, noto attraverso Scilace; del colonnato è stato recentemente ritrovato un tratto ed è stato interpretato come recinzione del foro cittadino, che si affacciava sul mare con una terrazza; il molo e l'Arco di Traiano sono ancora ottimamente conservati nell'odierno porto di Ancona; dell'edificio ad archi sono stati recentemente ritrovati i resti, interpretati come parte dei cantieri navali di età traianea. |                   |
| 59                       | Questa scena è la continuazione grafica della precedente. Si osservano infatti le prue delle navi già osservate nella scena 58 e la continuazione della banchina del porto. Ad alcuni però sembra che le biremi e le triremi attracchino in un diverso porto della costa adriatica (italica o illirica). Gli autori che pensano che il porto rappresentato in questa scena sia diverso da quello della scena precedente accettano che le navi siano rappresentate con la poppa in un porto italiano e la prua in un altro scalo o in Illiria. Si nota sulla banchina un toro pronto ad essere sacrificato agli dèi, ai quali si chiede la vittoria. Una folla di persone, tra cui colpisce la presenza di un ragazzino, saluta i soldati romani al remo. È interessante notare che mentre a sinistra (scena 58) le navi sembrerebbero ferme, dato che i rematori sono intenti ad ascoltare Traiano (40), nella parte destra, invece, le navi possono essere immaginate in movimento, dopo la fine del discorso dell'imperatore. Questo è senz'altro un esempio illuminante sulla capacità di sintesi e di efficacia comunicativa dell'arte romana in generale e del "Maestro della Colonna traiana" in particolare. |                   |
| 60                       | In questa scena è possibile vedere un grande foro, con un grande tempio al centro. Traiano (41) riceve gli omaggi della popolazione. |                   |
| 61                       | Una nuova partenza indica una nuova tappa della flotta ed un nuovo sbarco (considerando il precedente porto quello di Brindisi, si potrebbe identificare quello di questa scena con quello di Ancona). L'intera popolazione, incluse donne e bambini, sfila in processione sotto un arco (se la città rappresentata fosse Ancona, si tratterebbe del locale arco di Traiano) e segue l'imperatore che si appresta a celebrare i sacrifici in vista dell'imminente nuova campagna militare. |                   |
| 62                       | L'imperatore continua la sua marcia in processione verso destra, dove lo attendono quattro tori (due in alto e due in basso) pronti al sacrificio, mentre la folla osserva. Sulla destra un gruppo di persone saluta Traiano che sta arrivando (42). Due legionari sullo sfondo, con un paio di insegne, osservano dall'alto delle mura di un accampamento. |                   |
| 63                       | Ancora una volta è rappresentato il molo di una città portuale attraverso la quale Traiano continua la sua marcia; è il terzo porto dall'inizio della seconda campagna; considerando invece appartenenti a due porti diversi le strutture rappresentate nelle scene 58 e 59, quello rappresentato sarebbe il quarto scalo. Traiano (43) si appresta a compiere un nuovo sacrificio (un toro a terra, a fianco dell'imperatore). Sullo sfondo un teatro, un tempio e un portico, oltre alle mura. Forse si tratta dello scalo di Aquileia, da dove cominciava la via Gemina che avrebbe condotto Traiano lungo la Sava fino al Danubio, presso le fortezze legionarie di Singidunum e Viminacium. |                   |
| 64                       | In alto sulla sinistra, vele di imbarcazioni giunte in porto. L'esercito in abiti da viaggio segue Traiano (44), allontanandosi dalla costa adriatica. Alle spalle un carro ed una città fortificata, che potrebbe essere una città di confine. |                   |
| 65                       | Traiano (45) procede il suo viaggio a cavallo; lo segue un gruppo di altri otto cavalieri (comites Augusti oppure equites singulares). Sullo sfondo alcune fortificazioni romane. Sulla destra un gruppo di barbari (si tratta forse di Daci dei territori appena conquistati durante le campagne del 101-102?) o forse di peregrini (sei adulti e tre bambini) viene incontro al princeps con le mani protese in segno di saluto e sottomissione. |                   |
| 66                       | Sotto un edificio ad arco, Traiano (46) compie un sacrificio su un altare (lustratio) di fronte a una folla raccoltasi per l'occasione, mista di Romani e Daci (?). Di fianco all'imperatore un suonatore di flauto (tibicen), una ragazza ed un ragazzo (praecones). Sullo sfondo, gente che assiste: quattro tori condotti al sacrificio da altrettanti addetti, ciascuno posto a fianco di un altare. Il Coarelli ipotizza che ciò possa essere avvenuto dove pochi anni prima era avvenuta la battaglia di Tapae non molto distante da dove sorgeva la fortezza legionaria di Ulpia Traiana Sarmizegetusa. Il fatto che sia presente una popolazione mista di Romani e Daci lascerebbe intendere che potrebbe trattarsi dei territori del Banato. |                   |
| 67                       | Numerosi legionari stanno abbattendo alberi, scavando e spostando la terra, costruendo strade, ponti (in basso, sulla sinistra) e fortificazioni (in alto) per l'imminente avanzata romana in territorio nemico. |                   |
| 68                       | Un gruppo di Daci si avvia verso un'importante città fortificata (Sarmizegetusa Regia?), in mezzo alle montagne (in alto sullo sfondo) ed una serie di altre fortificazioni dace, dove sembra si stia tenendo un consiglio di guerra presieduto da Decebalo in persona. Da ogni parte sembra stiano convergendo armati dei Daci. |                   |
| 69                       | Soldati romani, dall'alto di una fortezza, si difendono da un attacco di truppe daciche, riuscendo a metterle in difficoltà. Alcuni Daci giacciono a terra morti, altri cercano di difendersi. |                   |
| 70                       | Truppe daciche danno l'assalto a una triplice linea di fortificazioni romane, che potrebbero essere identificate con il limes della Dobrugia, costruito da Domiziano durante la sua prima campagna dacica (tra l'85 e l'89), e potenziato da Traiano forse nel periodo 103-104. All'interno delle fortificazioni un legatus Augusti impartisce ordini per la difesa delle fortificazioni. Potrebbe trattarsi del legatus Augusti pro praetore della Mesia inferiore. |                   |
| 71                       | Traiano in persona (47), in testa alla cavalleria romana si lancia in soccorso del legatus Augusti della Mesia inferiore, Lucio Fabio Giusto, e respinge i Daci. Si tratterebbe evidentemente dell'ultima scena della campagna del 105. Frattanto alcuni soldati romani continuano nelle loro opere di abbattimento di alberi per permettere all'armata romana di avanzare in territorio nemico. |                   |

### Campagna del 106
| Numerazione di Cichorius | Descrizione scena | Rilievo scultoreo |
| ------------------------ | --- | ----------------- |
| 72                       | Le armate romane si riuniscono nei pressi del grande ponte sul Danubio che l'architetto Apollodoro, durante il breve periodo di pace, aveva appena terminato a Drobetae. Traiano (48), con in mano una patera, compie un sacrificio prima di dare inizio alla sua ultima campagna dacica. |                   |
| 73                       | Traiano (49) sulla destra dell'immagine, circondato da alcuni soldati e alti ufficiali romani, riceve ambasciatori di popolazioni straniere: tra questi si notano alcuni con il classico nodo suebo di origine germanica (come Quadi, Marcomanni e/o Buri), altri con copricapi orientaleggianti (come Bastarni e/o Sarmati Iazigi); tutte popolazioni che si trovavano all'interno dell'ampio bacino a sud dei Carpazi e con cui l'imperatore romano sperava di stringere alleanze e ricevere aiuti militari in vista dell'imminente campagna. Sullo sfondo una fortezza (a sinistra) e alcuni edifici pubblici, tra cui un teatro romano.                                                                                          |                   |
| 74                       | Alcuni legionari romani (una quindicina), dopo aver attraversato un pone (sulla sinistra), avanzano in territorio dacico. Sulla destra due cavalieri romani (equites singulares). |                   |
| 75                       | Traiano a cavallo (50), in testa alla colonna della precedente immagine, raggiunge un forte romano (Drobeta-Turnu Severin?). Ad attenderlo davanti alle mura un folto gruppo di legionari, vexilliferi e ufficiali di comando romani. |                   |
| 76                       | Al centro della scena Traiano (51) a capo coperto nelle vesti di pontefice massimo. Tiene in mano una patera, piatto rituale per lo spargimento di vino su un altare durante un sacrificio propiziatorio prima della nuova campagna militare. Viene assistito da dieci personaggi. All'esterno delle mura si svolge una processione. Sulla sinistra sono individuabili i tre animali tipici del suovetaurilia, un maiale (sus), un montone (ovis) e un toro (taurus). Sono preceduti da quattro musici e un paio di altri inservienti. Questa immagine segna l'inizio dell'ultima campagna militare del 106. |                   |
| 77                       | Una tipica di scena di adlocutio. Traiano (52) in piedi su un podio, con a fianco alcuni comites (tra i quali Lucio Licinio Sura, sulla destra) tiene un discorso alle truppe schierate (in gran parte legionari, oltre ad un paio di ausiliari a cavallo), dotate di numerose insegne militari. Si tratta di un discorso formale rivolto agli eserciti schierati, per incitarli prima della campagna militare. |                   |
| 78                       | All'interno di un accampamento fortificato, con mura merlate e torri circolari, Traiano seduto (53) discute con Licino Sura (alla destra dell'imperatore) e altri due comites (alla sua sinistra). Il gruppo di alti ufficiali, insieme a Traiano, è protetto da alcuni ausiliari, uno dei quali regge un vexillum. Frattanto l'esercito romano inizia la sua marcia (parte destra dell'immagine): nella parte alta sono individuabili alcuni carriaggi che trasportano armi (rappresentati da scudi ed elmi), in basso due file di legionari con la tipica corazza (lorica segmentata), elmo, scudo e gladio. |                   |
| 79                       | L'avanzata romana prosegue in questa scena e si svolge su due colonne parallele, divise sembra da una catena montuosa: in basso, numerosi legionari, dotati di elmo, sono preceduti da alcuni porta-insegne (vexilliferi), trombettieri (cornicines) e un legatus legionis; in alto, i legionari romani non indossano i loro elmi, e anche qui sono preceduti da porta-insegne, trombettieri e forse lo stesso Traiano (54). Sulla destra dell'immagine un accampamento romano attende gli eserciti di rinforzo. Al suo interno alcuni soldati romani stanno scaricando i carriaggi, mentre un soldato ausiliario fa la guardia a una porta dell'accampamento e un altro è chino a raccogliere dell'acqua da un vicino fiume.        |                   |
| 80                       | In basso un piccolo forte romano cinto da mura. L'immagine mostra l'avanzata romana in territorio nemico, sempre divisa in due colonne: oltre ai legionari (nella parte alta), preceduti da alcuni ufficiali romani e da trombettieri, nella parte bassa troviamo alcuni ausiliari, tra cui frombolieri, guerrieri germani e arcieri orientali (sagittarii). |                   |
| 81                       | Le due colonne raggiungono un nuovo accampamento in costruzione, alla cui porta di ingresso si trova di guardia un ausiliario. Alcuni legionari stanno invece mietendo grano, che poi caricano su alcuni muli, per l'approvvigionamento delle armate romane. Sullo sfondo un altro accampamento romano, al cui interno si notano numerose tende da campo. Tutto spostato sulla destra un ausiliario romano, sotto alcuni alberi, mandato in avanscoperta (insieme ad altri due, vedi scena successiva). |                   |
| 82                       | Tre ausiliari romani (uno dei quali si trova nell'immagine precedente), mandati in avanscoperta, nascosti tra gli alberi di una foresta osservano una fortezza dei Daci, che secondo il Coarelli potrebbe essere la capitale Sarmizegetusa Regia. All'interno delle mura della fortezza dace, alcuni daci pileati sono in grande agitazione a causa dell'avanzata romana. All'esterno delle mura, alcuni guerrieri daci osservano il terreno e discutono su dove porre le fortificazioni a protezione della capitale. Nella parte in basso sulla destra si svolge un primo combattimento tra l'avanguardia ausiliaria romana e le truppe daciche.                                                                                    |                   |
| 83                       | Nella parte in basso, ausiliari romani lottano contro le avanguardie daciche. Nella parte alta del fregio, alcuni guerrieri daci osservano dalle montagne lo svolgersi del combattimento. Al centro dell'immagine un albero divide dalla scena successiva, dove due signiferi si trovano al centro di una accampamento romano. Sulla sinistra dell'accampamento due sentinelle romane. Alla destra una schiera di soldati romani (dotati anche di scale d'assedio) attacca la prima delle fortezze daciche del sistema difensivo posto attorno a Sarmizegetusa Regia. |                   |
| 84                       | I Daci oppongono una strenua resistenza dall'alto delle mura, lanciando pietre sui soldati romani assedianti, i quali a loro volta, muniti di scale, scagliano anch'essi dardi e pietre. Un ausiliario romano, arrampicatosi in cima ad una scala, dopo aver affrontato il nemico, tiene in mano la testa del dace decapitato, il cui corpo giace riverso appoggiato alle mura. La battaglia infuria lungo un ampio tratto delle mura daciche, ai piedi delle quali giace morto un guerriero dace. |                   |
| 85                       | Lo stesso Traiano (55), ai piedi della fortezza dace, assiste all'assedio, circondato dai suoi collaboratori (comites militares) e seguito da reparti di truppe ausiliarie e legionarie. Il princeps sembra studiare quale tattica adottare per dare l'assalto alle mura nemiche, dotate di numerose torri. Sulla destra, vicino alle mura, sono presenti numerose macchine d'assedio romane stilizzate. |                   |
| 86                       | La nuova scena inizia con un albero, a chiusura della precedente. I Romani avanzano: legionari, ausiliari (in basso), arcieri orientali e germani (in alto), si scontrano con l'esercito dei Daci che esce dalle mura di una città (sulla destra). Al centro, alcuni soldati daci giacciono a terra morti, calpestati dall'avanzata dei legionari romani. Alla testa dei Daci un guerriero pronto a scagliare sui Romani un grosso masso, seguito da altri compagni d'arme. All'interno della città regna la preoccupazione per le sorti della battaglia, poco fuori le mura. |                   |
| 87                       | L'attacco dei Romani alle mura procede, evidentemente dopo aver conseguito una vittoria in campo aperto. Mentre i Daci cercano di difendere la città sotto assedio, alcuni guastatori romani, muniti di picconi, tentano di abbattere la cerchia muraria (in basso). Un gruppo di ausiliari assalta invece un altro settore delle mura, mentre alcune pietre sembrano ricadere sugli assedianti (in alto a destra). |                   |
| 88                       | Numerosi legionari sono indaffarati nell'abbattere alberi per la costruzione di macchine d'assedio adatte ad espugnare la città dei Daci. |                   |
| 89                       | Traiano (56), circondato da comites militares (sulla sinistra), accoglie un nobile dace. Questi, inginocchiato, tende le mani verso l'imperatore in segno di resa. Numerosi soldati, disposti su due schiere, assistono alla scena. Due alberi sulla destra dividono dalla scena successiva. |                   |
| 90                       | Alcuni Daci stanno dando fuoco alla città, dotata di mura, portoni, torri e abitazioni, per impedire che i Romani si impadroniscano delle loro ricchezze e possano approvvigionarsi. |                   |
| 91                       | All'interno delle mura della città (in basso, in primo piano) alcuni Daci preferiscono darsi la morte anziché cadere in mano ai Romani: infatti sulla destra alcuni pileati distribuiscono, da un grosso contenitore posato a terra, dosi di veleno; numerosi uomini in coda protendono le loro mani, pronti a riceverle. Sulla destra un dace è sorretto da un pileato, mentre un altro sembra distribuire una dose di veleno. Ai loro piedi un altro dace giace riverso, evidentemente dopo aver già ingerito il veleno. |                   |
| 92                       | Numerosi daci sembrano fuggire dai Romani e dalla città sotto assedio verso la parte destra della scena, in direzione forse delle vicine foreste (simboleggiate da un albero, che chiude la scena). |                   |
| 93                       | In questa scena numerosi legionari romani disposti su tre file, preceduti da un signifer e da un paio di cornicines (suonatori di tromba), scortano Traiano (57), affiancato da un paio di alti ufficiali dell'esercito romano (comites militares). L'imperatore romano sembra accogliere la resa di alcune delle genti daciche, che protendono le braccia e si inginocchiano in segno di richiesta di perdono. Alle spalle dei Daci, una foresta e delle mura appartenenti alla scena successiva. |                   |
| 94                       | I Romani, entrati in città, stanno riempiendo e trasportando via numerosi sacchi con gli averi che i Daci hanno abbandonato (vedi scene precedenti). All'interno della città, le cui mura corrono nella parte bassa del rilievo, si nota un muro trasversale, che potrebbe rappresentare per il Coarelli l'accampamento romano (castrum). Ancora Traiano (58) posto su un rialzo, affiancato da un ufficiale, sembra tenere un discorso alle truppe schierate all'interno della città-accampamento. Sono presenti numerosi legionari (anche alle spalle dell'imperatore), ausiliari e signiferi. I soldati lo acclamano imperator, levando le loro mani verso il princeps. Coarelli ritiene si tratti della V salutatio imperatoria. |                   |
| 95                       | L'armata romana sembra uscire dall'accampamento (si intravede parte di una porta, in alto a sinistra, rovinata da un foro, praticato in passato per costruirvi un'impalcatura) della scena precedente (a sinistra). La scena successiva mostra alcuni legionari romani intenti a costruire un nuovo forte: alcuni scavano un fossato, altri squadrano blocchi di pietra per costruire le nuove mura. |                   |
| 96                       | Numerose strutture militari sono presenti in questa scena. Da sinistra a destra incontriamo: alcuni ausiliari posti a guardia di una porta, all'interno alcune tende, un paio di insegne militari romane; numerosi legionari intenti a costruire un nuovo forte (parte ricurva, dove all'interno troviamo alcuni carri, carichi di botti) ed un muro (forse l'inizio dell'appena costituendo Limes Dacicus?). Traiano (59), affiancato da tre comites militares, riceve una delegazione di Daci che si prostrano ai suoi piedi in segno di resa. |                   |
| 97                       | Dodici ausiliari romani attraversano un fiume su un ponte. Sulla sinistra, un albero delimita la scena successiva, dove si intravede una fortezza dacica. L'avanzata romana prosegue nel cuore della Dacia. |                   |
| 98                       | Una fortezza (costruita con blocchi squadrati di rocce e tronchi d'alberi) viene abbandonata dalle truppe daciche, che sembrano cercare una via di scampo lontano dalle avanguardie romane. La scena successiva appare divisa dal solito albero. Le truppe daciche continuano la loro marcia passando non molto lontano da un avamposto romano fortificato (in alto), al cui interno due soldati romani stanno costruendo alcune imbarcazioni, per porle lungo un fiume, che potrebbe essere identificato con il Marisus (oggi Mureș, affluente del Tibisco, che scorre all'interno della cerchia dei Carpazi orientali). |                   |
| 99                       | Durante la loro marcia, i Daci incontrano una postazione romana e tentano inutilmente di assediarla. Le truppe romane reagiscono lanciando pietre su quelle daciche. A terra numerosi guerrieri daci morti. Sulla destra, un dace sembra precipitare dalle mura romane, evidentemente dopo averne tentato inutilmente la scalata. Nella scena successiva, divisa come sempre da un albero, si notano tre pileati daci all'interno (o al di sopra) di un muro di pietra, al centro dei quali vi è Decebalo, che osserva da lontano l'assalto dei suoi guerrieri alla postazione fortificata romana. |                   |
| 100                      | La fuga degli ultimi Daci prosegue. In alto, una fortezza abbandonata e le montagne carpatiche. Alcune truppe ausiliarie romane, oltre un albero che divide le due scene, osservano il loro imperatore Traiano (60) che, dall'alto di un podio davanti a un accampamento militare, affiancato da due comites militares (alti ufficiali), pronuncia un'adlocutio alle truppe riunite, vexilliferi (porta insegne) e legionari (sulla destra). |                   |
| 101                      | A sinistra, alcuni ausiliari romani assistono all'adlocutio dell'imperatore della scena precedente. All'interno di un bosco, altri legionari trasportano su muli degli oggetti preziosi, che potrebbero appartenere al tesoro del re Decebalo. |                   |
| 102                      | La nuova scena vede Decebalo, insieme ad alcuni fedelissimi, che valuta il da farsi. Alcuni preferiscono darsi la morte con un pugnale, altri preferiscono farsi aiutare facendosi trafiggere dai loro stessi compagni (in basso a destra), altri ancora tentano la fuga (in alto, sulle montagne). |                   |
| 103                      | Il dace in basso sulla sinistra appartiene alla scena precedente: è chino in attesa di essere trafitto dal compagno, che alza la spada (vedi scena precedente). Traiano (61; questa è l'ultima sua rappresentazione sulla colonna), assistito da alcuni ufficiali e guardie, davanti a una grande tenda (praetorium?) all'interno di un accampamento, riceve una nuova delegazione nemica. I sei Daci sono tutti pileati e, tra di loro, il primo si prostra in ginocchio, il secondo tiene in mano un dono prezioso e leva il braccio verso l'imperatore in segno di supplica. |                   |
| 104                      | La cavalleria romana si lancia all'inseguimento del re dei Daci. La scena si svolge all'interno di una foresta. Sullo sfondo le montagne dell'arco carpatico dell'antica Dacia. |                   |
| 105                      | Un gruppo di cavalieri daci pileati sembra proteggere la fuga del loro re, ma sono incalzati dalla cavalleria romana che li insegue (vedi in alto, oltre le montagne; vedi anche scena precedente). Un dace è caduto a terra morente (a destra), un altro sembra stia cadendo mentre galoppa in fuga (a sinistra). |                   |
| 106                      | Al centro della scena, all'interno di una foresta, Decebalo si toglie la vita con una tipica spada dace a falce; sullo sfondo, le montagne. Il re dace, raggiunto da un'unità ausiliaria dell'esercito romano in località Ranistroum (l'odierna Piatra Craivii), ormai circondato, preferì togliersi la vita. Questa stessa scena è stata rappresentata, in modo similare, sulla tomba del cavaliere Tiberio Claudio Massimo, colui che catturò e portò a Traiano la testa del re sconfitto. La scena mostra come i soldati romani, che avevano ormai circondato Decebalo, non riuscirono a impedirne il suicidio. |                   |
| 107                      | Alcuni cavalieri romani catturano un uomo inginocchiato, una donna e un ragazzino (moglie e figlio di Decebalo?). |                   |
| 108                      | Il fregio di questa scena appare molto rovinato. Si intravedono un accampamento romano, un paio di guardie (all'esterno), e numerosi soldati romani (all'interno) che assistono alla scena in cui viene mostrata la testa di Decebalo, appoggiata su un vassoio. |                   |
| 109                      | I soldati romani setacciano ormai i territori più impervi della Dacia (rappresentati da foreste e da un animale selvatico il cinghiale) e prendono prigionieri i capi sconfitti. |                   |
| 110                      | In basso sulla sinistra, una costruzione in legno con all'interno alcuni daci, dove sembrano concentrarsi i prigionieri dei Romani (da destra e da sinistra). In alto sulla sinistra, il busto di una divinità femminile avvolta in un mantello: forse la personificazione della Dacia ormai divenuta provincia romana. Sulla destra in alto, in un centro abitato, un gruppo di ausiliari romani combatte contro una delle ultime resistenze dei Daci e dei loro alleati Iazigi (identificabili, per Coarelli, dai loro copricapi conici). |                   |
| 111                      | Ancora una scena di cattura di un altro capo dace da parte di ausiliari romani. In alto sulla destra, altri soldati romani, torce alla mano, danno fuoco ad un villaggio dacico in legno. |                   |
| 112                      | Truppe romane in marcia. Sullo sfondo, spuntano numerose teste di esuli daci nascosti tra le montagne. Sulla destra viene rappresentata una scena (in parte rovinata) di deportazione di daci (uomini, donne e bambini), re-insediati in posizioni più facilmente controllabili. |                   |
| 113                      | La precedente scena di deportazione continua in quest'ultima dove sono presenti gli armenti dei Daci (buoi, pecore e capre). |                   |